# Cairn amb pati

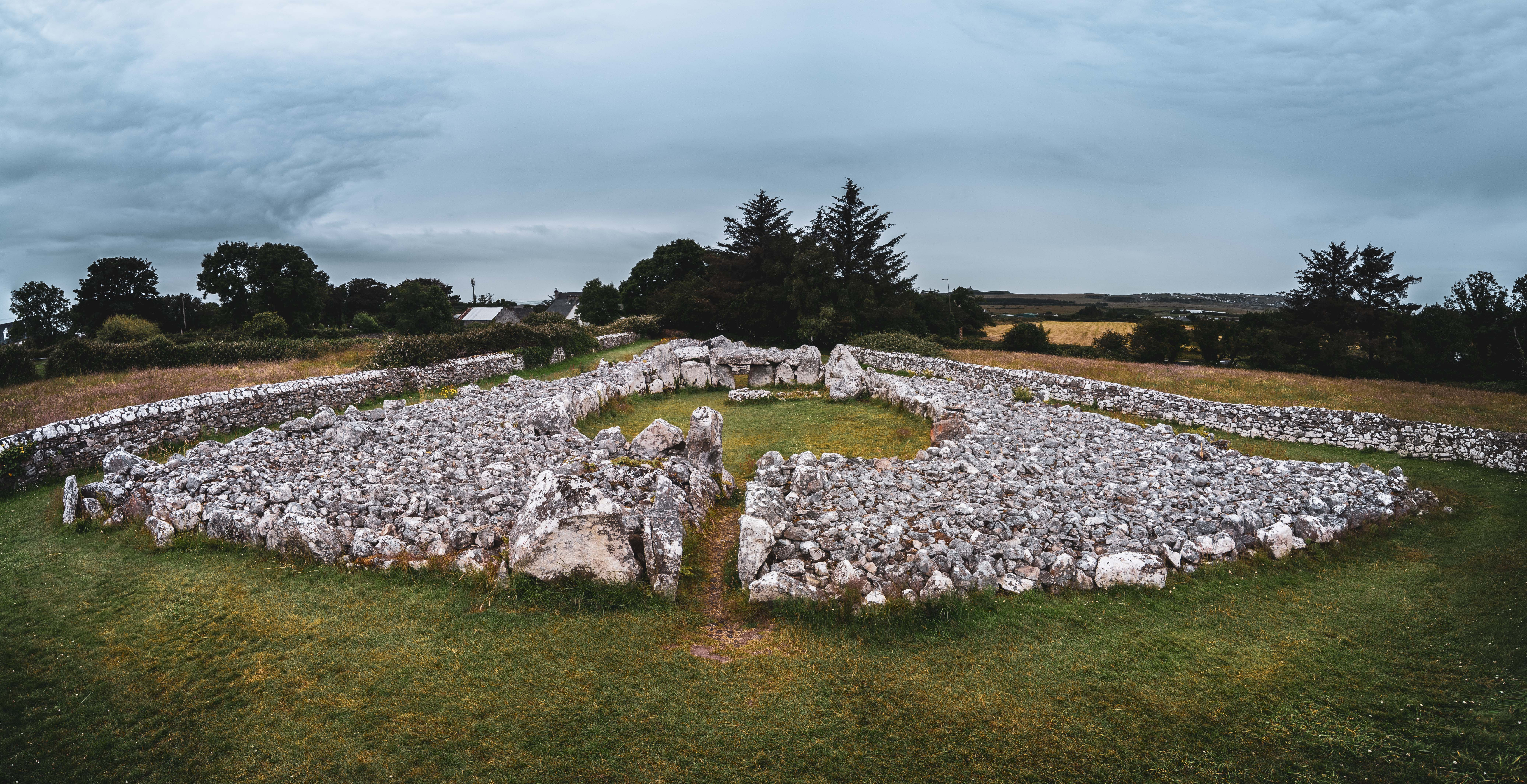
Cairn de Creevykeel Court, Comtat de Sligo, Irlanda

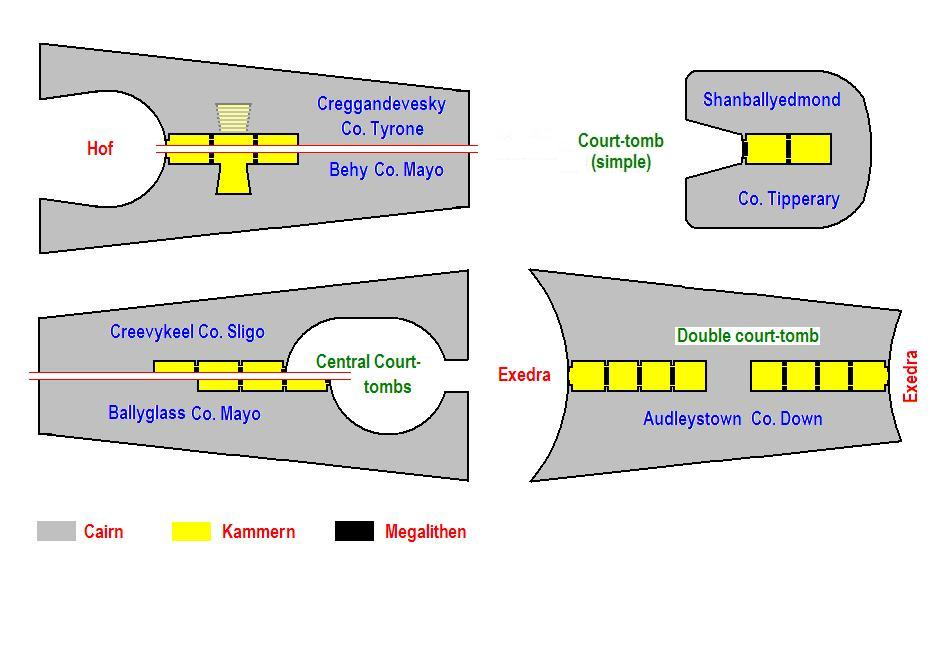
Diferents formes de cairns amb pati. El cairn amb pati de Behy es mostra a la part superior esquerra. (Hof = pati, Kammern = habitacions)

Un cairn amb pati, o tomba de pati megalític, és un tipus d'edifici megalític que incorpora un pati d'accés o un pati interior descobert per a les cambres funeràries dessota el cairn, i és una variant de cairn de dolmen. Aquests edificis es troben al sud-oest d'Escòcia i al nord d'Irlanda. Construïts entre el 3750 i el 2900 abans de la nostra era, estigueren en ús fins a l'inici de l'edat del bronze, cap a l'any 2000 ae.

## Situació
Més d'un centenar de cairns amb pati es troben a Escòcia, sobretot a Argyll, Dumfries i Galloway, on formen el grup Clyde - Carlingford. També n'hi ha un petit grup prop a Perth (Escòcia). Se n'han registrat al voltant de 400 al nord d'Irlanda.

## Descripció
Els cairns amb pati tenen formes variades. A vegades tenen un quadrat oval a l'entrada. El pati, de forma circular o ovalada, sol estar envoltat d'ortòstats. Els megàlits formen les parets i el sostre de les cambres funeràries, que es podien dividir en compartiments. Tancades després de dipositar-hi el cos dels difunts, les cambres eren accessibles des del pati. 

## Interpretació
El pati potser servia per a acollir un ritual que es feia davant les cambres funeràries.
La presència de cairns amb pati tant a Escòcia com a Irlanda demostra que el contacte era freqüent entre grups humans a través del Canal del Nord.

## Galeria

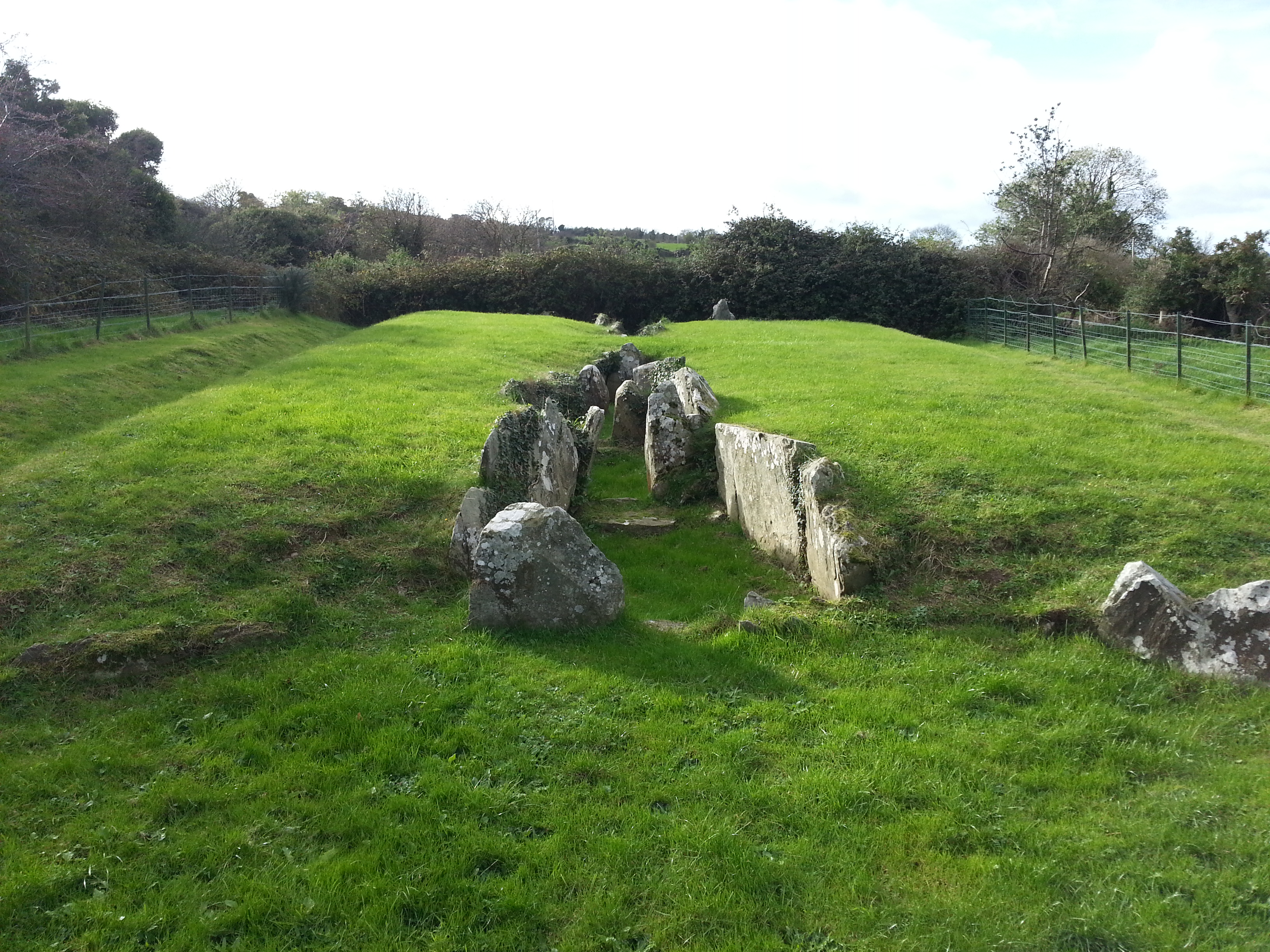
Audleystown, Comtat de Down, Irlanda del Nord
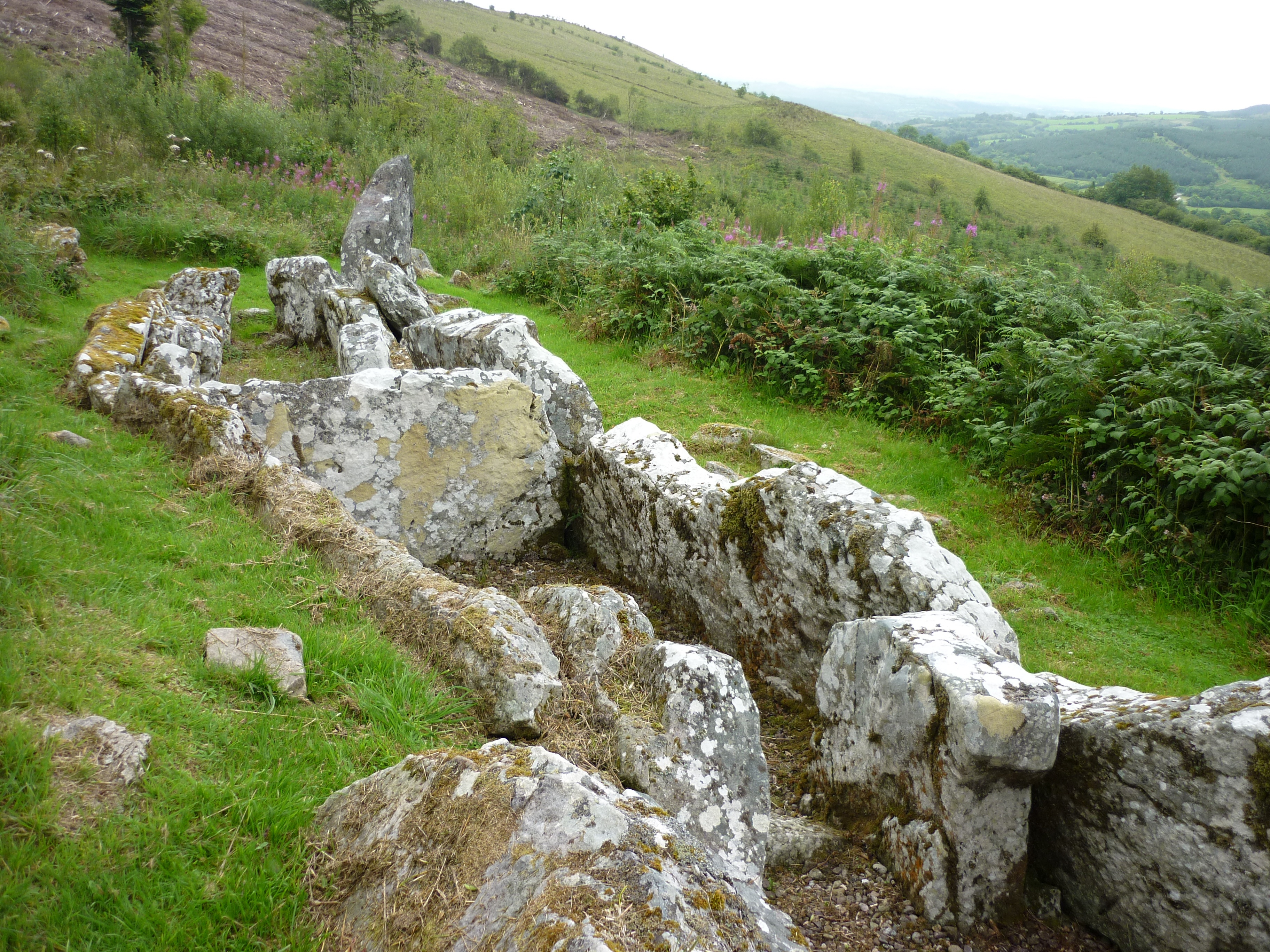
Tomba de dos patis, Aghanaglack, Irlanda del Nord
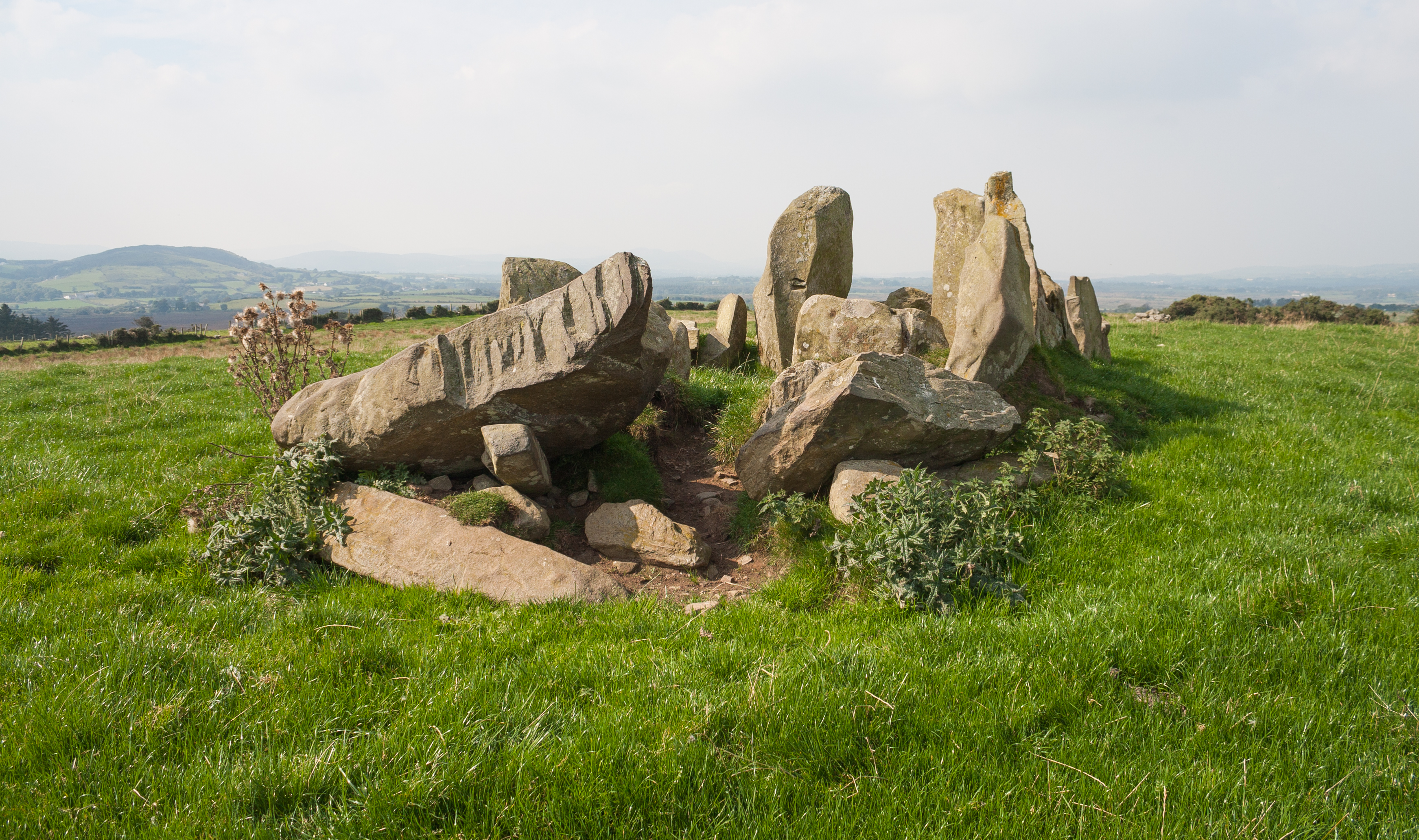
Laraghirril, Irlanda
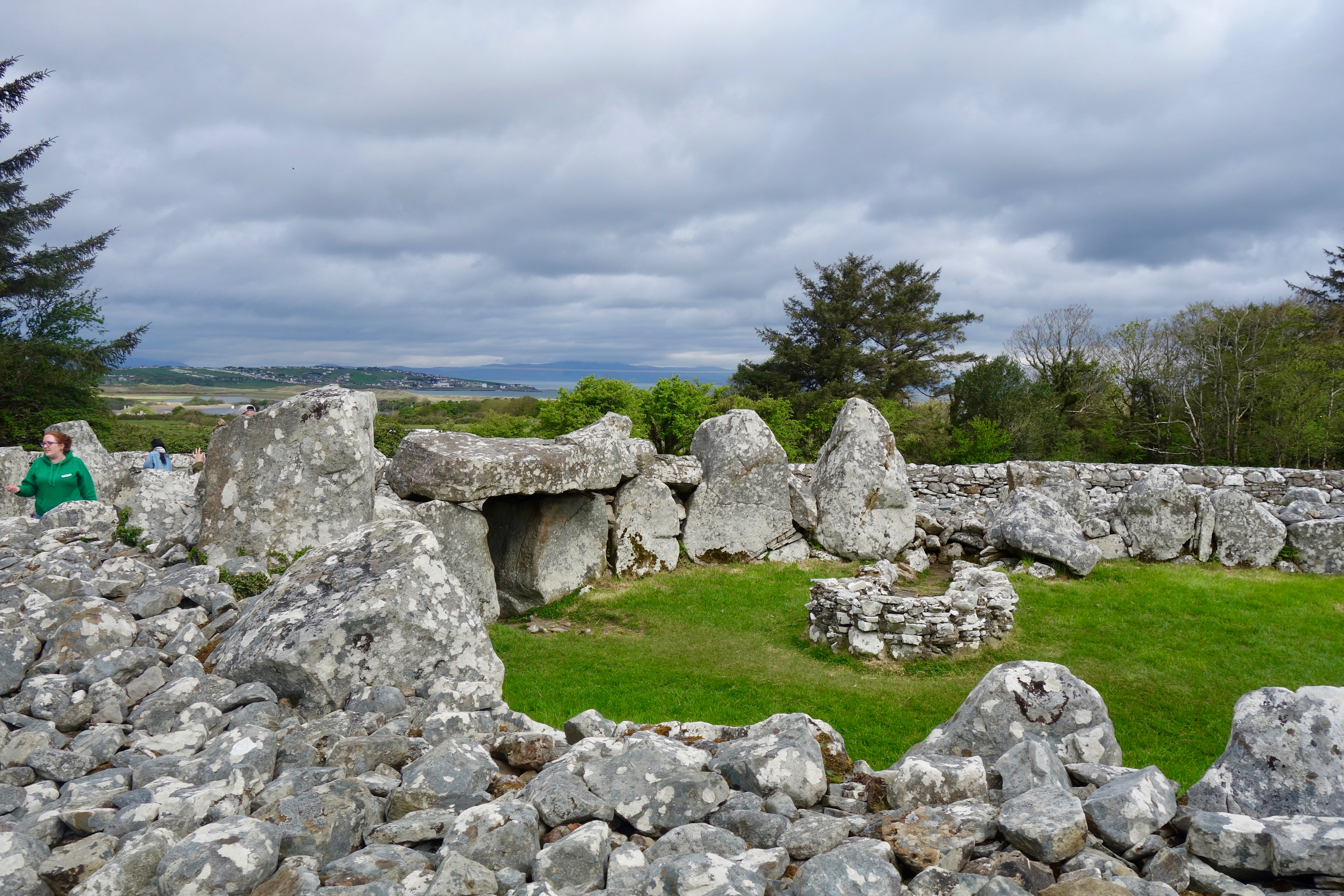
Creevykeel, Comtat de Sligo, Irlanda
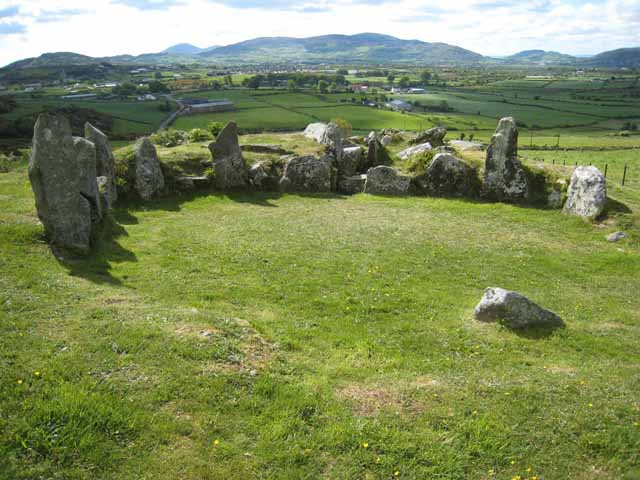
Ballymacdermot, Irlanda del Nord
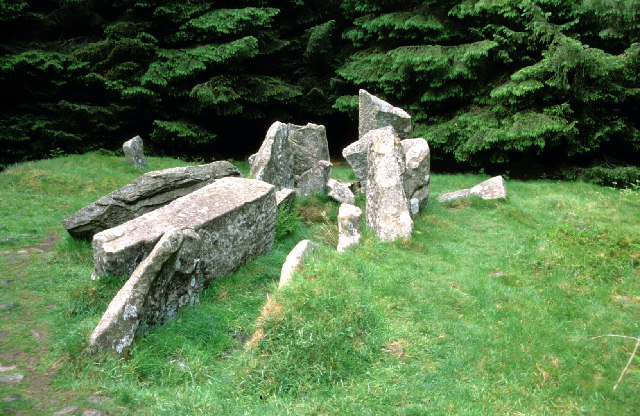
Tomba del Gegant, Arran, Escòcia
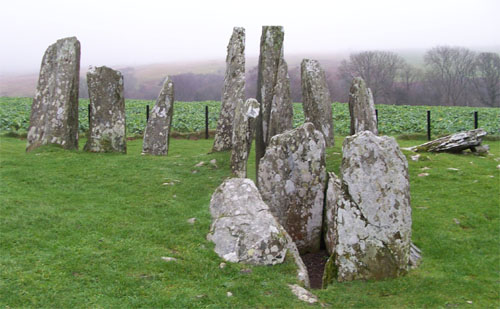
Cairnholy, Dumfries i Galloway, Escòcia
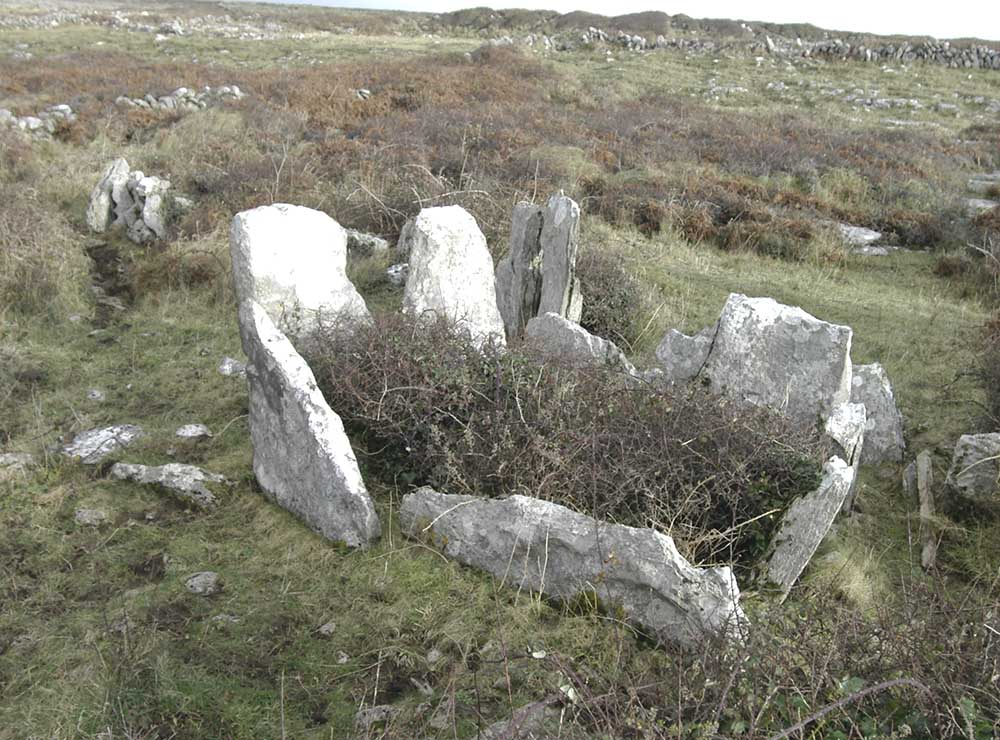
Les restes de la cambra de cairn amb pati de Teergonean